# Горнево (Медынский район)
Горнево — деревня в Медынском районе Калужской области России. Входит  в сельское поселение «Деревня Михеево».
Расположена на реке Шаня.

## Этимология
Название основано на особенности рельефе местности в районе деревни, стоящей на крутом берегу реки Шаня.

## История
В 1782 году вместе с деревнями Иванищева, Агеевка и Самсонова в бесспорном владении Анны Кирилловны Васильчиковой.
По данным на 1859 год Горнева — владельческая деревня Медынского уезда, расположенная по левую сторону от Калужского почтового тракта при реке Шане. В ней 20 дворов и 239 жителей.
После реформ 1861 года вошла в Богдановскую волость. Население в 1892 году — 327 человек, в 1913 году — 300 человек.

## Население
| 2002 | 2010 |
| ---- | ---- |
| 8    | ↘4   |